# Noite dos tambores silenciosos

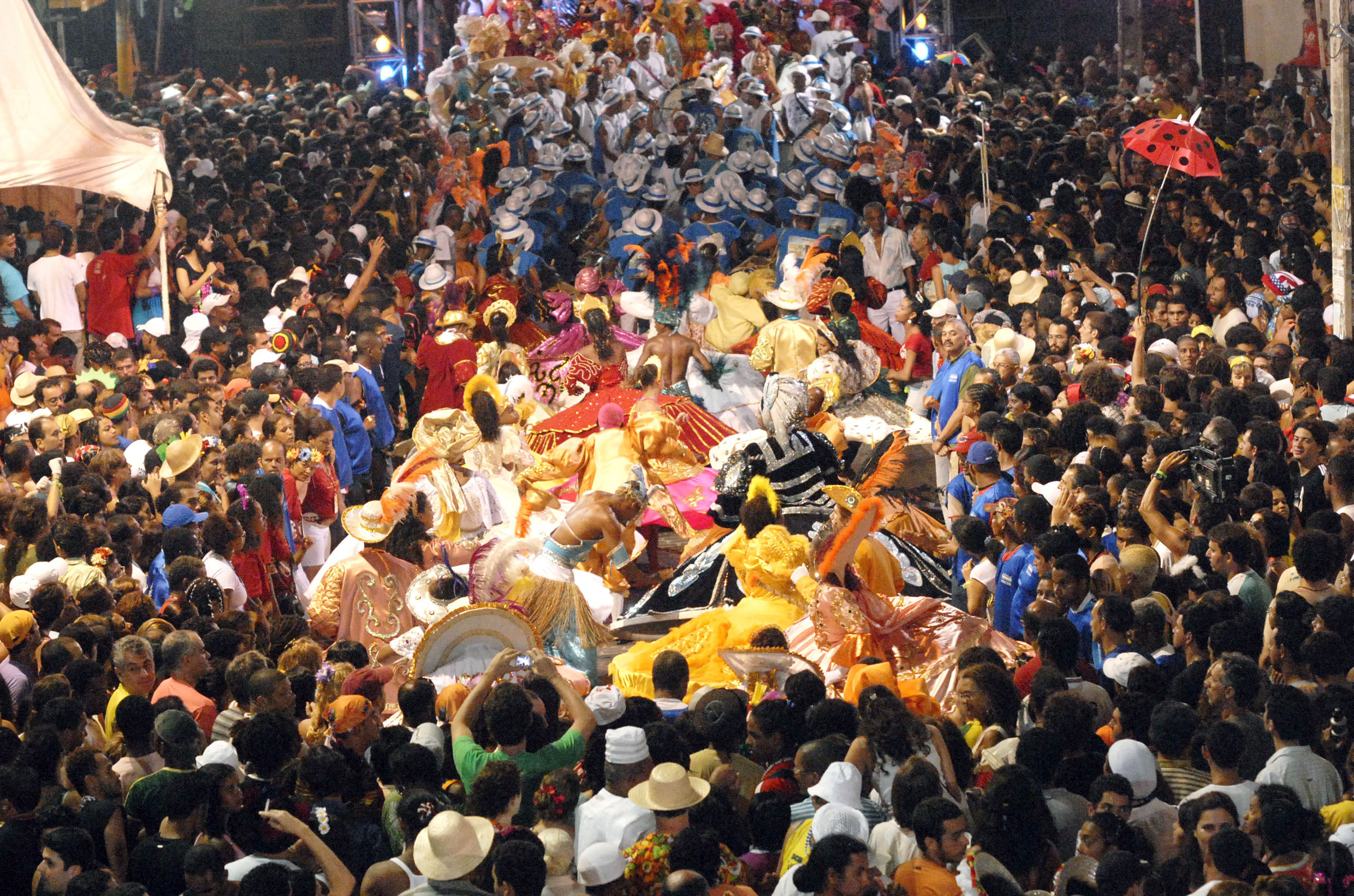

Noite dos tambores silenciosos é uma cerimônia de sincretismo religioso realizada em pleno Carnaval do Recife, na noite de segunda-feira, no Pátio do Terço.
A cerimônia reúne maracatus de Pernambuco, para louvar a Virgem do Rosário, padroeira dos negros.

## História
No Brasil, na época da Escravatura, os negros não podiam expressar sua religiosidade, suas crenças e tradições. Realizavam, por isso, cortejos em silêncio.
Mesmo após a Abolição da escravatura, esses rituais continuaram a ser realizados. Com o tempo, todas as comunidades negras do Recife foram se agregando e celebrando, às segundas-feiras, a Noite dos tambores silenciosos.
Surpreendentemente, a única menção a uma Noite dos Tambores Silenciosos antes de 1961 é um texto da Ação Integralista Brasileira, um movimento nacionalista e corporativista da década de 1930, que se apresentava como "união de todas as raças e todos os povos". Este ritual nada tem a ver com a memória da escravidão, mas com a comemoração da “amargura da extinção da milícia integralista” em 1935.
Em 1961, por iniciativa do jornalista e sociólogo Paulo Viana, houve uma campanha para resgatar e valorizar os ritos africanos. Foi criada a Noite dos tambores silenciosos, que passou a ser destaque no carnaval recifense.
Acontece toda segunda-feira de carnaval no Pátio do Terço, em frente à Igreja Nossa Senhora do Terço.
Após o desfile de maracatus, apagam-se todas as luzes e os tambores se silenciam para a oração em iorubá , realizada pelo Rei e Rainha do Maracatu.